# Tour de Timor 2016
Die Tour de Timor 2016 war die achte Ausgabe des jährlichen Mountainbikerennens in Osttimor. Sie fand vom 13. bis 17. September statt und hatte UCI-Kategorie 3.
Die erste Etappe führte von Dili, über Dare nach Manatuto. Die Strecke war 82,5 km lang. Über 92,5 km ging die zweite Etappe nach Quelicai und über 83,5 km die dritte nach Iliomar. Am vierten Tag führte die Tour südlich um den Ira Lalaro nach Mehara und dann nach Lospalos. Mit 104 km war dies die längste Etappe. Die Schlussetappe verlief über 88 km von Lospalos bis nach Baucau. Erstmals endete die Tour nicht wieder in Dili. Sieger bei den Männern wurde der Portugiese David Vaz, bei den Frauen seine Landsfrau Celina Carpinteiro. Vaz gewann vier der fünf Etappen und gewann vor dem Kasachen Kirill Kazantsev und dem Malaysier Muhammad Fauzan Ahmad Lutfi. Bester Osttimorese war Jacinto de Jesus da Costa. Insgesamt waren 120 Teilnehmer aus 19 Ländern gestartet. Die Sieger erhielten ein Preisgeld von 58.000 US-Dollar.